# Trichopterigia sphenorrhyma
Trichopterigia sphenorrhyma är en fjärilsart som beskrevs av Louis Beethoven Prout 1926. Trichopterigia sphenorrhyma ingår i släktet Trichopterigia och familjen mätare. Inga underarter finns listade i Catalogue of Life.